# 田丸徳善
田丸 徳善（たまる のりよし、1931年（昭和6年）2月26日 - 2014年（平成26年）12月12日）は、日本の宗教学者。東京大学・大正大学名誉教授。

## 経歴
出生から修学期
1931年、東京府荏原郡で生まれた。東京大学文学部宗教史学科で学び、1953年に卒業。同大学大学院に進んだ。1955年から4年間、西ドイツのボン大学に留学。1959年から1年間、ロックフェラー財団研究員。
宗教学研究者として
1962年、東京大学助手に採用された。1964年、立教大学助教授に就いた。1973年に東京大学文学部助教授に転じ、後に教授昇格。1991年に東京大学を定年退官し、名誉教授となった。同年4月からは大正大学文学部教授。2001年に大正大学を退任し、名誉教授。学界では、日本宗教学会会長、比較思想学会会長を務めた。2014年に死去。

## 研究内容・業績
専攻は比較宗教文化論、宗教思想史。仏教、キリスト教、神道に関心が深かった。
門下生
- 鶴岡賀雄

## 著作
著書
- 『宗教学の歴史と課題』山本書店 1987

共編著
- 『日本人の宗教』(全4巻) 村岡空・宮田登共編、佼成出版社 1972
- 『講座宗教学』(全5巻) 東京大学出版会 1977-1978
- 『仏教文化事典』菅沼晃共編、佼成出版社 1989
- 『現代天皇と神道 シンポジウム』徳間書店 1990
- 『宗教：いのちの深層をさぐる』大正大学出版部 1996
- 『アジアの宗教と精神文化』脇本平也共著、新曜社 1997
- 『国際化時代のアイデンティティ』桜井元雄・星川啓慈共著、春秋社 1998
- 『神々の和解』星川啓慈・山梨有希子共著、春秋社 2000
- 『Religion in Japanese culture : where living traditions meet a changing world』(日本の宗教概観) デビット・リード共編、講談社インターナショナル 1996

訳書
- 『マサダ：ヘロデスの宮殿と熱心党最後の拠点』イガエル・ヤディン著、山本書店 1975
- 『パウル・ティリッヒ〈1〉生涯』ヴィルヘルム・パウク（英語版）,マリオン・パウク著、、ヨルダン社 1979
- 『宗教現象学入門』ゲラルダス・ファン・デル・レーウ著、大竹みよ子共訳、東京大学出版会 1979